# گوستا رانو
گوستا رانو (انگلیسی: Gösta Runö؛ ۹ دسامبر ۱۸۹۶ – ۱۳ نوامبر ۱۹۲۲) ورزشکار پنج‌گانه مدرن اهل سوئد بود.
وی در مسابقات کشوری و بین‌المللی در مجموع برندهٔ ۱ مدال برنز شده‌است.